# Lucas Black
Lucas York Black (ur. 29 listopada 1982 w Decatur) – amerykański aktor filmowy i telewizyjny. Laureat Nagrody Młodych Artystów (1997), także trzykrotnie nominowany do tego lauru (1998, 2000, 2001).

## Życiorys

### Wczesne lata
Urodził się w Decatur w stanie Alabama jako syn Larry’ego i Jan Blacków. Wychowywał się ze starszym rodzeństwem: siostrą Lori (ur. 1976) i bratem Lee (ur. 1978). Jako nastolatek pracował w charakterze modela dla Calvina Kleina. W 2001 roku ukończył Speake High School, gdzie uzyskał bardzo dobre wyniki w nauce.

### Kariera
Jako aktor zadebiutował w wieku jedenastu lat w Wojnie (The War, 1994) u boku Kevina Costnera. Dzięki temu występowi otrzymał rolę w serialu CBS Amerykański horror (American Gothic), gdzie w latach 1995-96 grał postać Caleba Temple’a. Mając czternaście lat wystąpił w dramacie Billy’ego Boba Thorntona Blizny przeszłości (Sling Blade, 1996) i filmie Roba Reinera Duchy Mississippi (Ghosts of Mississippi, 1996).
Przełomową w jego karierze okazała się rola w filmie Z Archiwum X: Pokonać przyszłość (The X-Files, 1998), powstałym na fali popularności serialu Z Archiwum X (The X-Files). W Polsce Black najbardziej znany jest z postaci wykreowanych przez siebie w dramacie Jarhead. Żołnierz piechoty morskiej (Jarhead, 2005) i trzeciej części Szybcy i wściekli: Tokio Drift (The Fast and the Furious: Tokyo Drift, 2006).
W 2006 roku związał się z Maggie O’Brien, z którą się ożenił 3 lipca 2010. Mają córkę Sophie Jo (ur. w czerwcu 2011).

## Filmografia

### Filmy fabularne
- 1994: Wojna (The War) jako Ebb
- 1996: Blizny przeszłości (Sling Blade) jako Frank Wheatley
- 1996: Duchy Missisipi (Ghosts of Mississippi) jako Burt DeLaughter
- 1997: Flash jako Connor
- 1998: Z Archiwum X: Pokonać przyszłość (The X-Files) jako Stevie
- 1999: Nasz przyjaciel, Martin (Our Friend, Martin) jako Randy
- 1999: Wariatka z Alabamy (Crazy in Alabama) jako Peter Joseph „Peejoe” Bullis
- 2000: Cudotwórczyni (The Miracle Worker) jako James Keller
- 2000: Rącze konie (All the Pretty Horses) jako Jimi Blevins
- 2003: Wzgórze nadziei (Cold Mountain) jako Oakley
- 2004: Światła stadionów (Friday Night Lights) jako Mike Winchell
- 2005: Jarhead. Żołnierz piechoty morskiej (Jarhead) jako Kruger
- 2005: Miasto tajemnic (Deepwater) jako Nat Banyon
- 2006: Szybcy i wściekli: Tokio Drift (The Fast and the Furious: Tokyo Drift) jako Sean Boswell
- 2006: Killer Diller jako Vernon
- 2009: Aż po grób (Get Low) jako Buddy
- 2010: Legion jako Jeep Hanson
- 2013: 42 – Prawdziwa historia amerykańskiej legendy jako Pee Wee Reese
- 2015: Szybcy i wściekli 7 jako Sean Boswell
- 2021: Szybcy i wściekli 9 jako Sean Boswell

### Seriale TV
- 1995-96: Amerykański horror (American Gothic) jako Caleb Temple
- 1997: Szpital Dobrej Nadziei (Chicago Hope) jako dr Noah Fielding
- od 2014-2020 NCIS: New Orleans jako Christopher LaSalle